# Посольство Греции в Польше
Посольство Греции в Польше (пол. Ambasada Republiki Greckiej; греч. Πρεσβεία της Ελλάδος στη Βαρσοβία) — греческое дипломатическое представительство, расположенное в Варшаве, Польша.
В консульский округ Посольства входит вся территория Польши.
Должность Чрезвычайного и Полномочного Посла с октября 2019 года занимает Михалис Дарацикис (греч. Μιχαήλ Ευστράτιος Δαρατζίκης).

## Структура
- Чрезвычайный и Полномочный Посол — руководитель представительства;
- Политический отдел;
- Консульский отдел;
- Управление по экономическим и коммерческим вопросам;
- Военный атташат;
- Представительство ΕΟΤ[4].

## История
Дипломатические отношения между Грецией и Польшей были установлены 13 марта 1919 года.
Первый обмен послами между Грецией и Польшей состоялся в 1922 году.